# Транспорт Демократичної Республіки Конго
Транспорт Демократичної Республіки Конго представлений автомобільним , залізничним , повітряним , водним (морським і річковим)  та трубопровідним , у населених пунктах  та у міжміському сполученні діє громадський транспорт пасажирських перевезень. Площа країни дорівнює 2 344 858 км² (11-те місце у світі). Форма території країни — відносно компактна; максимальна дистанція з півночі на південь — 2090 км, зі сходу на захід — 2090 км. Географічне положення Демократичної Республіки Конго дозволяє контролювати транспортні шляхи в басейні річки Конго, між країнами Центральної, Східної та Південної Африки.

## Автомобільний
Загальна довжина автошляхів у Демократичній Республіці Конго, станом на 2004 рік, дорівнює 153 497 км, з яких 2 794 км із твердим покриттям і 150 703 км без нього (32-ге місце у світі).

## Залізничний
Загальна довжина залізничних колій країни, станом на 2014 рік, становила 4 007 км (44-те місце у світі), з яких 3 882 км вузької 1067-мм колії (858 км електрифіковано); 125 км вузької 1000-мм колії.

## Повітряний
У країні, станом на 2013 рік, діє 198 аеропортів (27-ме місце у світі), з них 26 із твердим покриттям злітно-посадкових смуг і 172 із ґрунтовим. Аеропорти країни за довжиною злітно-посадкових смуг розподіляються наступним чином (у дужках окремо кількість без твердого покриття):
- довші за 10 тис. футів (>3047 м) — 3 (0);
- від 10 тис. до 8 тис. футів (3047-2438 м) — 3 (0);
- від 8 тис. до 5 тис. футів (2437—1524 м) — 17 (20);
- від 5 тис. до 3 тис. футів (1523—914 м) — 2 (87);
- коротші за 3 тис. футів (<914 м) — 1 (65)[1].

У країні, станом на 2015 рік, зареєстровано 8 авіапідприємств, які оперують 13 повітряними суднами. За 2015 рік загальний пасажирообіг на внутрішніх і міжнародних рейсах становив 476,35 тис. осіб. За 2015 рік повітряним транспортом було перевезено 85,8 тис. тонно-кілометрів вантажів (без врахування багажу пасажирів).
У країні, станом на 2013 рік, споруджено і діє 1 гелікоптерний майданчик.
Демократична Республіка Конго є членом Міжнародної організації цивільної авіації (ICAO). Згідно зі статтею 20 Чиказької конвенції про міжнародну цивільну авіацію 1944 року, Міжнародна організація цивільної авіації для повітряних суден країни, станом на 2016 рік, закріпила реєстраційний префікс — 9Q, заснований на радіопозивних, виділених Міжнародним союзом електрозв'язку (ITU). Аеропорти Демократичної Республіки Конго мають літерний код ІКАО, що починається з — FZ.

## Водний
Головний морський порт країни: Банана.
Морський торговий флот країни, станом на 2010 рік, складався з 1 морського судна з тоннажем більшим 1 тис. реєстрових тонн (GRT) (147-ме місце у світі), з яких: нафтових танкерів — 1.
Станом на 2010 рік, кількість морських торгових суден, що ходять під прапором країни, але є власністю інших держав — 1 (Республіки Конго — 1).

### Річковий
Загальна довжина судноплавних ділянок річок і водних шляхів, доступних для суден з дедвейтом понад 500 тонн, 2011 року становила 15 000 км (8-ме місце у світі). Головні водні транспортні артерії країни: Конго з головними притоками — Убангі, Луалаба, Ломамі, Касаї; Великі Африканські озера — Танганьїка, Ківу, Едвард, Альберт.
Головні річкові й озерні порти країни: Бома, Бумба, Кіншаса, Кісангані, Матаді, Мбандака на річці Конго, Кінду на річці Луалаба, Букаву і Гома на озері Ківу, Калеміє на озері Танганьїка.

Карта-схема водних шляхів країни

## Трубопровідний
Загальна довжина газогонів у Демократичній Республіці Конго, станом на 2013 рік, становила 62 км; нафтогонів — 77 км; продуктогонів — 756 км.

## Державне управління
Держава здійснює управління транспортною інфраструктурою країни через міністерство транспорту і зв'язку. Станом на 27 грудня 2016 року міністерство в уряді Семі Бадібанги Нтіти очолював Жозе Макіла.

### Українською
- Атлас. 10-11 клас. Економічна і соціальна географія світу / упорядники :  О. Я. Скуратович, Н. І. Чанцева. — К. : ДНВП «Картографія», 2010. — ISBN 978-966-475-639-3.
- Атлас світу / голов. ред. І. С. Руденко ; зав. ред. В. В. Радченко ; відп. ред. О. В. Вакуленко. — К. : ДНВП «Картографія», 2005. — 336 с. — ISBN 9666315467.
- Безуглий В. В. Економічна і соціальна географія зарубіжних країн : Навчальний посібник. — К. : ВЦ «Академія», 2007. — 704 с. — ISBN 978-966-580-239-6.
- Безуглий В. В., Козинець С. В. Регіональна економічна і соціальна географія світу : Навчальний посібник. — видання 2-ге, доп., перероб. — К. : ВЦ «Академія», 2007. — 688 с. — ISBN 966-580-144-9.
- Головченко В., Кравчук О. Країнознавство: Азія, Африка, Латинська Америка, Австралія і Океанія. — К., 2006. — 335 с. — ISBN 966-8939-04-2.
- Дахно І. І. Країни світу: Енциклопедичний довідник / І. І. Дахно, С. М. Тимофієв. — К. : Мапа, 2011. — 606 с. — (Бібліотека нового українця) — ISBN 978-966-8804-23-6.
- Дахно І. І. Економічна географія зарубіжних країн : навчальний посібник. — К. : Центр учбової літератури, 2014. — 319 с. — ISBN 978-611-01-0682-5.
- Дорошенко В. І. Географія транспорту : Навчальний посібник / В. І. Дорошенко, К. Д. Діденко. — К. : Київський нац. ун-т ім. Т. Шевченка, 2010. — 183 с. — ISBN 978-966-439-329-1.
- Дубович І. А. Країнознавчий словник-довідник. — 5-те вид., перероб. і доп. — К. : Знання, 2008. — 839 с. — ISBN 978-966-346-330-8.
- Економічна і соціальна географія країн світу : Навчальний посібник / За ред. С. П. Кузика. — Л. : Світ, 2002. — 672 с. — ISBN 966-603-178-7.
- Зарубіжна транспортна географія : навчальний посібник / уклад. : Петрашевський О. Л. и др. — К. : Національний транспортний університет, 2015. — 95 с. — ISBN 978-966-632-227-5.
- Книш М. М., Мамчур О. І. Регіональна економічна і соціальна географія світу (Латинська Америка та Карибські країни, Африка, Азія, Океанія) : навч. посіб. — Л. : ЛНУ ім. Івана Франка, 2013. — 368 с. — ISBN 978-617-10-0007-0.
- Юрківський В. М. Регіональна економічна і соціальна географія. Зарубіжні країни : Підручник. — К. : Либідь, 2001. — 416 с. — ISBN 966-06-0092-5.

### Англійською
- (англ.) Modern Transport Geography / Hoyle, B. and R. Knowles (eds). — Second Edition,. — London : Wiley, 1998.
- (англ.) Rodrigue, J-P. The Geography of Transport Systems. — Fourth Edition. — N. Y. : Routledge, 2017. — 440 с. — ISBN 978-1138669574.
- (англ.) Taaffe E. J., Gauthier H. L. and O'Kelly M. E. Geography of transportation. — Second Edition. — N. Y. : Prentice Hall, 1996. — ISBN 0-13-368572-1.
- (англ.) Black, W. Transportation: A Geographical Analysis. — N. Y. : Guilford, 2003.

### Російською
- (рос.) Демократическая Республика Конго // Африка: энциклопедический справочник [в 2-х тт.] / гл. ред. А. А. Громыко. — М. : Советская энциклопедия, 1986. — Т. 1. — С. 543.
- (рос.) Максаковский В. П. Географическая картина мира. Книга I: Общая характеристика мира. — М. : Дрофа, 2008. — 495 с. — ISBN 978-5-358-05275-8.
- (рос.) Максаковский В. П. Географическая картина мира. Книга II: Региональная характеристика мира. — М. : Дрофа, 2009. — 480 с. — ISBN 978-5-358-06280-1.
- (рос.) Страны Африки. Политико-экономический справочник / ред. В. Солодовников, В. Румянцев. — М. : Издательство политической литературы, 1969. — 318 с.
- (рос.) Физико-географический атлас мира. — М. : Академия наук СССР и главное управление геодезии и картографии ГГК СССР, 1964. — 298 с.
- (рос.) Шаповал Н. С. Транспортная география и транспортные системы мира : учебное пособие. — К. : Центр учбової літератури, 2006. — 188 с. — ISBN 000-0000-00-4.
- (рос.) Экономическая, социальная и политическая география мира. Регионы и страны / под ред. С. Б. Лаврова, Н. В. Каледина. — М. : Гардарики, 2002. — 928 с. — ISBN 5-8297-0039-5.
- (рос.) Энциклопедия стран мира / глав. ред. Н. А. Симония. — М. : НПО «Экономика» РАН, отделение общественных наук, 2004. — 1319 с. — ISBN 5-282-02318-0.